# Кожевин, Игорь Вадимович
Игорь Вадимович Коже́вин (род. 26 июля 1971, Петрозаводск, РСФСР) — российский журналист и телеведущий. Заместитель генерального директора ВГТРК (с 2023 года), ведущий (с 2010 года) и руководитель (с 2018 года) телепрограммы «Вести».

## Биография
Родился 26 июля 1971 года в Петрозаводске.
Учился в средней школе № 36 в Сыктывкаре.
Закончил филологический факультет Коми государственного педагогического института (КГПИ).
Работать начал в 19 лет, параллельно учёбе на филологическом факультете. 9 лет преподавал русский язык, литературу и мировую художественную культуру в сыктывкарской школе № 36 и институте. Уже работая на телевидении, продолжал вести уроки в школе, завершая обучение 11-го класса, в котором был классным руководителем. Также возглавлял театральную студию школы № 36.
С января 1998 года — корреспондент, ведущий и руководитель информационной службы ГТРК «Коми гор». Вёл программу «Панорама республики» (под таким названием выходили информационные выпуски ГТРК «Коми гор»).
С июля 2000 года — корреспондент, специальный корреспондент и политический обозреватель программы «Вести».
С сентября 2010 года — ведущий программы «Вести+» и выпуска «Вести» в 16:00 в паре с Салимой Зариф.
С конца 2012 по октябрь 2017 года вёл дневные выпуски программы «Вести», сменил на этом месте Александра Голубева (он перешёл на ТВ Центр).
С февраля 2015 по октябрь 2017 года вёл выпуски программы «Вести» в 14:00 и 17:00, чередуясь с напарником Евгением Рожковым.
С 13 ноября 2017 ведёт программу «Вести в 20:00», еженедельно чередуясь с Эрнестом Мацкявичюсом, сменил на этом месте Андрея Кондрашова (он возглавил Дирекцию информационных программ).
В 2017—2023 годах во время отпуска и болезни Дмитрия Киселёва вёл расширенные выпуски «Вестей в 20:00» по воскресеньям (вместо программы «Вести недели»).
С марта 2018 года — директор Дирекции информационной программы «Вести».

## Личная жизнь
С 2000 года живёт в Москве.
Женат — супруга Марианна, работала в школе. Имеет дочь — Ольгу, училась в лицее при МГУ.

## Награды и премии
- Медаль ордена «За заслуги перед Отечеством» II степени (23 апреля 2008 года) — за информационное обеспечение и активную общественную деятельность по развитию гражданского общества в Российской Федерации[4]
- Благодарность Правительства Российской Федерации (3 марта 2012 года) — за активное участие в освещении деятельности Председателя Правительства Российской Федерации[5]
- Благодарность Правительства Российской Федерации (31 марта 2010 года) — за активное участие в освещении деятельности Председателя Правительства Российской Федерации[6]
- Благодарность Правительства Российской Федерации (31 марта 2009 года) — за активное участие в освещении деятельности Председателя Правительства Российской Федерации[7]